# 92e régiment de marche
Pour les articles homonymes, voir 92e régiment.
Le 92e régiment d'infanterie de marche (ou 92e régiment de marche) est un régiment d'infanterie français, qui a participé à la campagne de 1871 à l'intérieur.

## Création et différentes dénominations
- 1er mars 1871 : formation du 92e régiment d'infanterie de marche
- 28 juin 1871 : fusion dans le 92e régiment d'infanterie de ligne

## Historique
Le régiment est formé le 1er mars 1871 au camp de Saint-Médard, près de Bordeaux, à trois bataillons à six compagnies,. Il amalgame la 9e compagnie du 32e régiment de ligne, la 9e compagnie de dépôt du 48e, le 7e compagnie de dépôt du 54e, les 1re et 2e compagnies de dépôt du 57e, la 11e compagnie de dépôt du 66e, la 10e compagnie de dépôt du 69e, un détachement du 78e, les 6e et 8e compagnies de dépôt du 92e (de ligne) et la 6e compagnie de dépôt du 100e.
Créé après l'armistice de la guerre franco-allemande, le régiment combat pour le gouvernement de Versailles. Les 2e et 3e bataillons du régiment rétablissent l'ordre à Bordeaux le 17 avril. Le 92e de marche rejoint le 23 avril la 2e division du 4e corps de la 2e armée (général de Mac Mahon). Il fusionne le 28 juin 1871 dans le 92e régiment d'infanterie de ligne.

## Personnalités ayant servi au régiment
- René Clérel de Tocqueville
- Ladislas-Xavier Gorecki